# Пірр (Південна Дакота)
Пірр (англ. Pierre) — місто (англ. city) в США, в окрузі Г'юз адміністративний центр штату Південна Дакота. Населення — 14 091 особа (2020).

## Географія
Пірр розташований за координатами 44°22′31″ пн. ш. 100°19′12″ зх. д. / 44.37528° пн. ш. 100.32000° зх. д. (44.375163, -100.319996).  За даними Бюро перепису населення США в 2010 році місто мало площу 33,85 км², з яких 33,82 км² — суходіл та 0,03 км² — водойми.

### Клімат
| Клімат : Пірр                         | Клімат : Пірр | Клімат : Пірр | Клімат : Пірр | Клімат : Пірр | Клімат : Пірр | Клімат : Пірр | Клімат : Пірр | Клімат : Пірр | Клімат : Пірр | Клімат : Пірр | Клімат : Пірр | Клімат : Пірр | Клімат : Пірр |
| Показник                              | Січ.          | Лют.          | Бер.          | Квіт.         | Трав.         | Черв.         | Лип.          | Серп.         | Вер.          | Жовт.         | Лист.         | Груд.         | Рік           |
| Абсолютний максимум, °C               | 20,0          | 23,9          | 31,1          | 36,7          | 40,6          | 44,4          | 47,2          | 45,6          | 42,2          | 36,7          | 30,6          | 25,0          | 47,2          |
| Середній максимум, °C                 | −1,1          | 1,6           | 7,4           | 15,4          | 21,2          | 26,7          | 31,6          | 30,7          | 24,7          | 16,1          | 6,7           | −0,4          | 15,1          |
| Середній мінімум, °C                  | −12,3         | −10,1         | −4,7          | 1,2           | 7,6           | 13,0          | 16,6          | 15,6          | 9,6           | 2,4           | −4,8          | −11,1         | 2,0           |
| Абсолютний мінімум, °C                | −36,1         | −37,2         | −28,3         | −17,2         | −6,1          | 1,1           | 5,6           | 3,9           | −6,1          | −15,6         | −27,8         | −35           | −37,2         |
| Норма опадів, мм                      | 11            | 15            | 31            | 46            | 80            | 91            | 66            | 46            | 47            | 42            | 19            | 14            | 508           |
| Днів з опадами                        | 5,7           | 4,7           | 6,3           | 8,2           | 10,2          | 10,7          | 9,2           | 7,4           | 6,8           | 6,8           | 5,9           | 5,8           | 87,7          |
| Днів зі снігом                        | 5,1           | 3,8           | 3,5           | 1,9           | 0             | 0             | 0             | 0             | 0             | ,6            | 3,1           | 4,3           | 22,3          |
| ------------------------------------- | ------------- | ------------- | ------------- | ------------- | ------------- | ------------- | ------------- | ------------- | ------------- | ------------- | ------------- | ------------- | ------------- |
| Джерело: NOAA (extremes 1933–present) |               |               |               |               |               |               |               |               |               |               |               |               |               |

## Демографія
Згідно з переписом 2010 року, у місті мешкало 13 646 осіб у 5778 домогосподарствах у складі 3463 родин. Густота населення становила 403 особи/км².  Було 6159 помешкань (182/км²).
Расовий склад населення:
| - 85,1 % — білих - 10,9 % — корінних американців - 0,6 % — азіатів - 0,5 % — чорних або афроамериканців |

До двох чи більше рас належало 2,4 %. Частка іспаномовних становила 1,9 % від усіх жителів.
За віковим діапазоном населення розподілялося таким чином: 22,9 % — особи молодші 18 років, 63,2 % — особи у віці 18—64 років, 13,9 % — особи у віці 65 років та старші. Медіана віку мешканця становила 39,3 року. На 100 осіб жіночої статі у місті припадало 91,5 чоловіків;  на 100 жінок у віці від 18 років та старших — 87,8 чоловіків також старших 18 років.
Середній дохід на одне домашнє господарство  становив 66 697 доларів США (медіана — 53 201), а середній дохід на одну сім'ю — 87 205 доларів (медіана — 81 448). Медіана доходів становила 45 734 долари для чоловіків та 37 421 долар для жінок. За межею бідності перебувало 11,6 % осіб, у тому числі 19,8 % дітей у віці до 18 років та 6,5 % осіб у віці 65 років та старших.
Цивільне працевлаштоване населення становило 7778 осіб. Основні галузі зайнятості: публічна адміністрація — 21,8 %, освіта, охорона здоров'я та соціальна допомога — 18,7 %, роздрібна торгівля — 10,0 %, фінанси, страхування та нерухомість — 8,6 %.